# 职工大学
职工大学，是中华人民共和国改革开放后国家部委及有关单位为提高本系统内现有职工素质而设立的高等学校，与“管理干部学院”并列。

## 红专大学
“红专大学”是大跃进时期各地为干部、职工创办的大学。以上海市为例，1956年，上海市根据全国文化教育会议关于工矿企业要积极创办夜大学的要求，着手筹办职工大学。到1957年，上海市已有6所厂办职工大学，学生4648人，多为企业生产骨干，教师多由企业工程技术人员担任，办学目的主要是从具有实践经验和中等文化的工人中培养技术人才。1958年“大跃进”运动中，在“大办教育”和“又红又专”的口号推动之下，上海市各工厂企业接连开办“红专大学”，从工人中培养“又红又专”的人才。1958年，上海市的“红专大学”式厂办职工大学猛增至480所，学生7321人。至1960年，上海市的厂办红专大学减少58%至203所，学生减至4964人。1962年，由于三年困难时期导致企业生产和职工生活困难，上海市的厂办红专大学又减少至114所。至1965年仅余56所。

## 七·二一大学
文化大革命初期，1968年7月21日，中共中央主席毛泽东在《人民日报》关于《从上海机床厂看培养工程技术人员的道路（调查报告）》的编者按清样中加写道：“大学还是要办的，我这里主要说的是理工科大学还要办，但学制要缩短，教育要革命，要无产阶级政治挂帅，走上海机床厂从工人中培养技术人员的道路。要从有实践经验的工人农民中间选拔学生，到学校学几年以后，又回到生产实践中去。”这段话即七·二一指示。1968年7月22日，《人民日报》发表了该调查报告及编者按。编者按称，该调查报告“提出了学校教育革命的方向”。
1968年9月，上海机床厂为贯彻“七·二一指示”，创办了“七·二一大学”，这是中华人民共和国全国第一所“七·二一大学”，设有磨床设计制造专业，学制约两年，教材由具有实践经验的工人编写，教师主要由工人担任，首批学员52人由各车间选拔，平均工龄12年以上。此后，在全国各地工矿企业逐步推广创办“七·二一大学”，从工人和技术人员中选拔教师，进行自我教育，以提高职工的文化技术水平。
1970年7月21日，上海市的《文汇报》和《解放日报》同时发表《一所新型的厂办大学——上海机床厂七二一工人大学的调查》。1971年7月21日，上海机床厂七·二一大学首批学员毕业，“一不发毕业证书，二不增加工资待遇，三不要工程师、技术员的称号”，首批学员52人中，有34人回到原生产岗位，10人从事科研设计工作，8人支援内陆地区建设。1972年，新华社播发通讯《新型的工人技术人员在成长》，认为上海机床厂七·二一大学的首批学员“遵照了毛主席关于‘到学校学几年以后，又回到生产实践中去’的指示”。
1975年6月，中华人民共和国第一机械工业部和中华人民共和国教育部在上海召开“全国七·二一工人大学教育革命经验交流会”，称其“体现了社会主义教育事业的发展方向”。此后“七·二一大学”在全国获得迅猛发展。据1976年7月21日新华社报道，全国“七·二一大学”自1975年上半年的1200余所、9万余人，已猛增至1.5万余所、78万余人。《中国教育年鉴（1949-1981）》记载，截至1976年，全国“七·二一大学”共33374所，学生148.5万人，是同期普通高校学生数量的近3倍。
1977年8月8日，邓小平在科学和教育工作座谈会上讲话称：“教育还是要两条腿走路。就高等教育来说，大专院校是一条腿，各种半工半读的和业余的大学是一条腿，两条腿走路。”1977年9月19日，邓小平在同方毅、刘西尧、雍文涛、李琦等人的谈话中指出：“毛泽东同志的七二一指示要正确地去理解。七二一大学、共产主义劳动大学，各省自己去搞，办法由他们自己定，毕业生不属国家统一分配范围。但是清华大学、北京大学恐怕不能这样办，并不是所有大学都要走上海机床厂的道路。”
1978年，中华人民共和国国务院转发中华人民共和国教育部《关于办好七·二一大学的几点意见》，明确七·二一大学是为本单位、本系统培养相当于大专水平的技术人才，招收具有相当于高中毕业文化程度的学员，具有实践经验的优秀职工，接受脱产或者半脱产学习。在规定的课程全部学完后，经考试达到与普通大专院校同类专业水平的，在使用上应同等对待。该《意见》还对领导管理、办学形式、教师队伍、教材建设提出了意见。
此后，全国“七·二一大学”进行了大规模调整整顿，被批准保留的“七·二一大学”均加以充实提高，不具备条件的改为业余大学、企业中等专业学校、文化技术业余学校。
1979年9月，中华人民共和国教育部在河南省郑州市举行全国职工教育会议。会议认为，在最近几年内，应当将提高“文化大革命”以来参加工作的青年工人的政治、文化、技术水平作为职工教育重点。会后，对全国“七·二一大学”进行改造，统一改称“职工大学”。
1984年，中共上海机床厂党委做出决定，彻底否定了1968年的《从上海机床厂看培养工程技术人员的道路（调查报告）》。

## 职工大学
1970年代后期，中华人民共和国实行以经济建设为中心和改革开放。当时，除国家教育行政管理部门直属的各高等学校加强建设外，各省级人民政府经批准新建了一批普通高等学校，国家有关部委经批准也新建一批各自下属的普通高等学校。同时，部分国家部委及有关单位，为提高本系统内现有干部管理水平和职工素质，建立了一批各自下属的高等学校，其中以提高本系统内现有干部的管理水平的多定名“××管理干部学院”，以提高本系统内现有职工的素质的多定名“××职工大学”。
随着国家行政管理机构改革及高等教育改革，国家有关部委所属的普通高等学校多数已移交地方人民政府管理，或由国家有关部委与地方人民政府共同建设和管理。而部分“管理干部学院”和“职工大学”在1990年代至2000年代面临投入欠缺、任务不足、资金短缺、前途不明等困难。为此，“管理干部学院”和“职工大学”通过转变性质和任务、转变隶属关系、改变名称等途径解决上述困难。在性质和任务上，有少数学校性质转为普通高等学校（例如东北大学秦皇岛分校），另有部分学校性质转为高等职业技术学校。在隶属关系上，有的由原所属机构与地方人民政府共建，有的移交地方人民政府管理，有的转交其他单位或个人管理。在名称上，有部分“管理干部学院”和“职工大学”更名，不再使用“管理干部学院”和“职工大学”的名称。